# (1200) Imperatrix
(1200) Imperatrix es el asteroide número 1200 situado en el cinturón principal. Fue descubierto por el astrónomo Karl Wilhelm Reinmuth  desde el observatorio de Heidelberg, el 14 de septiembre de 1931. Su designación alternativa es 1931 RH. Está nombrado por la palabra latina para «emperatriz».